# Martina Schwarzmann

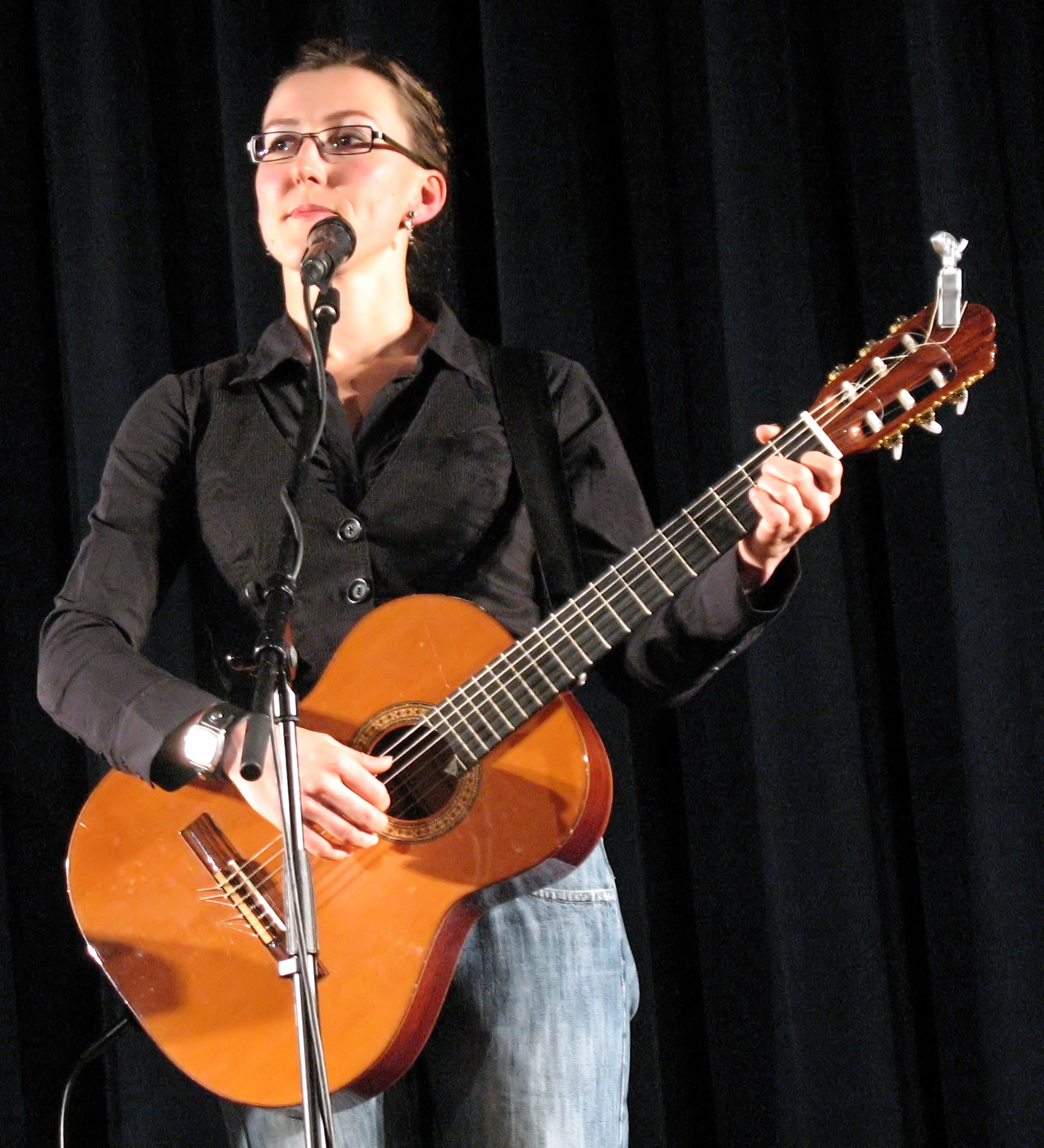
Martina Schwarzmann in Moosburg 2009

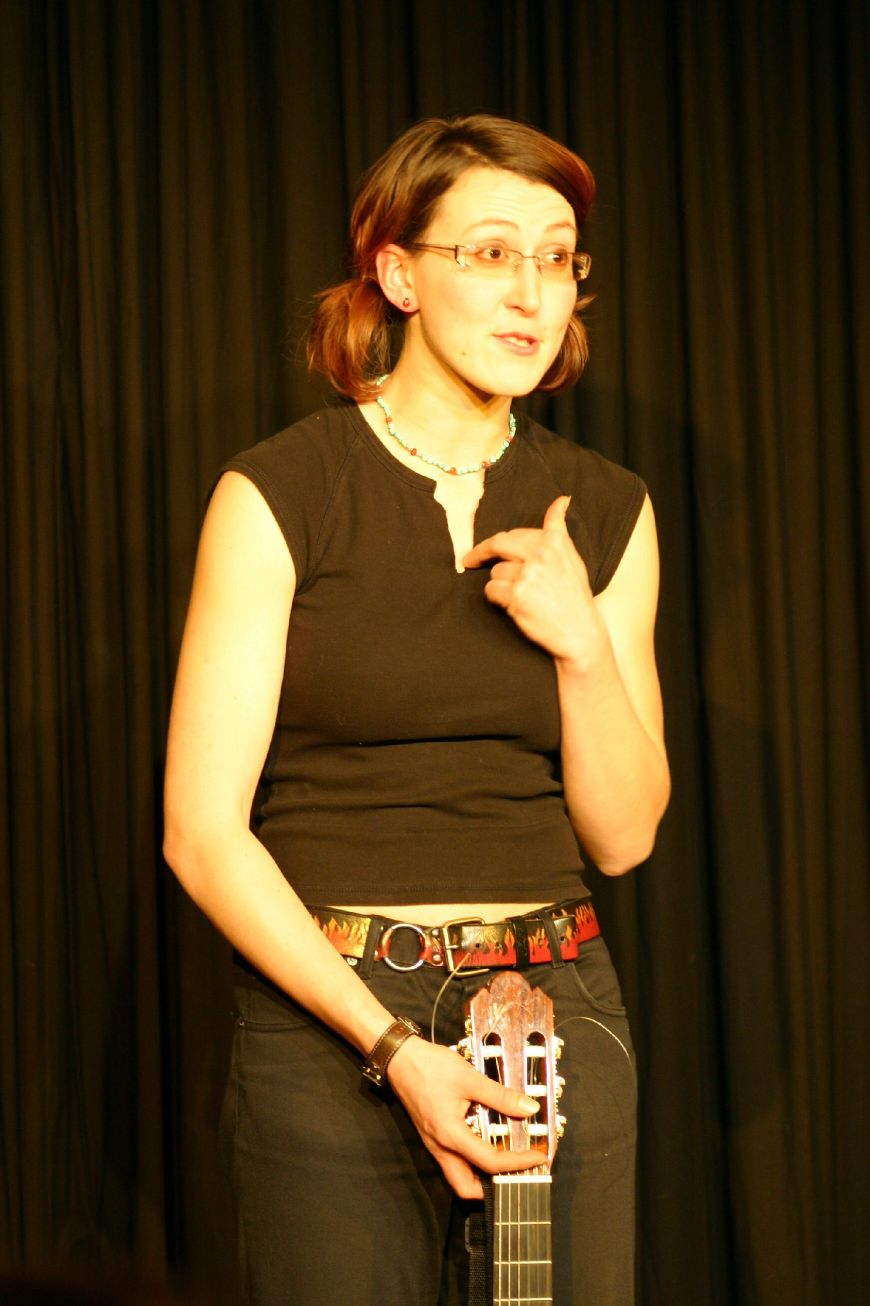
In Solnhofen („Alte Schule“) (2005)

Martina Schwarzmann (* 26. Februar 1979 in Fürstenfeldbruck) ist eine deutsche Kabarettistin.

## Leben
Martina Schwarzmann wuchs in einem landwirtschaftlichen Betrieb in dem oberbayerischen Dorf Überacker im Landkreis Fürstenfeldbruck mit zwei Brüdern und einer Schwester auf. Nach dem Hauptschulabschluss in Maisach machte sie eine Ausbildung zur Köchin im Bayerischen Hof in München. Danach arbeitete sie 1997 für ein halbes Jahr in einem Schweizer Hotel. Ihren erlernten Beruf übte sie acht Jahre lang aus, bevor sie sich ganz der Bühnentätigkeit widmete.
Schwarzmann ist verheiratet, Mutter dreier Töchter (* 2010, * 2015 und * 2019) und eines Sohnes (* 2011). Sie wohnt mit ihrer Familie im oberbayerischen Altomünster.

## Kabarett
Ab 2000 trat Schwarzmann auf verschiedenen Kleinkunstbühnen auf und erlangte rasch überregionale Bekanntheit. Ihren ersten Fernsehauftritt hatte sie 2004 in Ottis Schlachthof. Ihr Musik-Kabarettprogramm besteht aus Vorträgen und Liedern, die sie mit der Gitarre begleitet. Sie karikiert Alltagsszenen wie den Besuch eines Wertstoffhofs, des Oktoberfests, einer Ü-30-Party oder Szenen in einem Wellnesshotel. Als Inspiration dienen ihr dabei nach eigener Aussage die Lebenswelt der oberbayerischen Landbevölkerung und persönliche Erlebnisse vor allem aus dem Umfeld ihres Heimatortes Überacker. Schwarzmann wurde mehrfach mit Kabarett- und Kleinkunstpreisen ausgezeichnet.

## Urheberrechtsstreit
2019 machte ein von Schwarzmann angestrengter Urheberrechtsstreit um den Satz „Mir langts, dass i woas, dass i kannt, wenn i woin dad“ Schlagzeilen, den ein bayerischer Bekleidungshersteller auf T-Shirts druckte. Im Oktober 2019 einigte man sich.

## Veröffentlichungen
- Vom Diezl bis zum Straps, CD, 2002
- Schräge Töne – Klare Worte, CD, 2005
- Deafs a bissal mehra sei?, 2 CDs, 2006
- Deafs a bissal mehra sei?, DVD, 2007

- Kabarett Sampler: 3. Politischer Aschermittwoch, mit Volker Pispers, Matthias Deutschmann, Arnulf Rating, Hagen Rether und Martina Schwarzmann, 2 CDs, 2007
- So schee kons Lebn sei, 2 CDs, 2008
- So schee kons Lebn sei, DVD, 2010
- Wer Glück hat kommt!, 2 CDs, 2011
- Wer Glück hat kommt!, DVD, 2013
- Gscheid Gfreid, 2 CDs, 2014
- Lieder & Gedichte Zum Einschlafen Und Vom Wachsein, 2015
- Genau richtig, 2 CDs, 2017
- Ganz einfach, 2 CDs, 2022

## Auszeichnungen

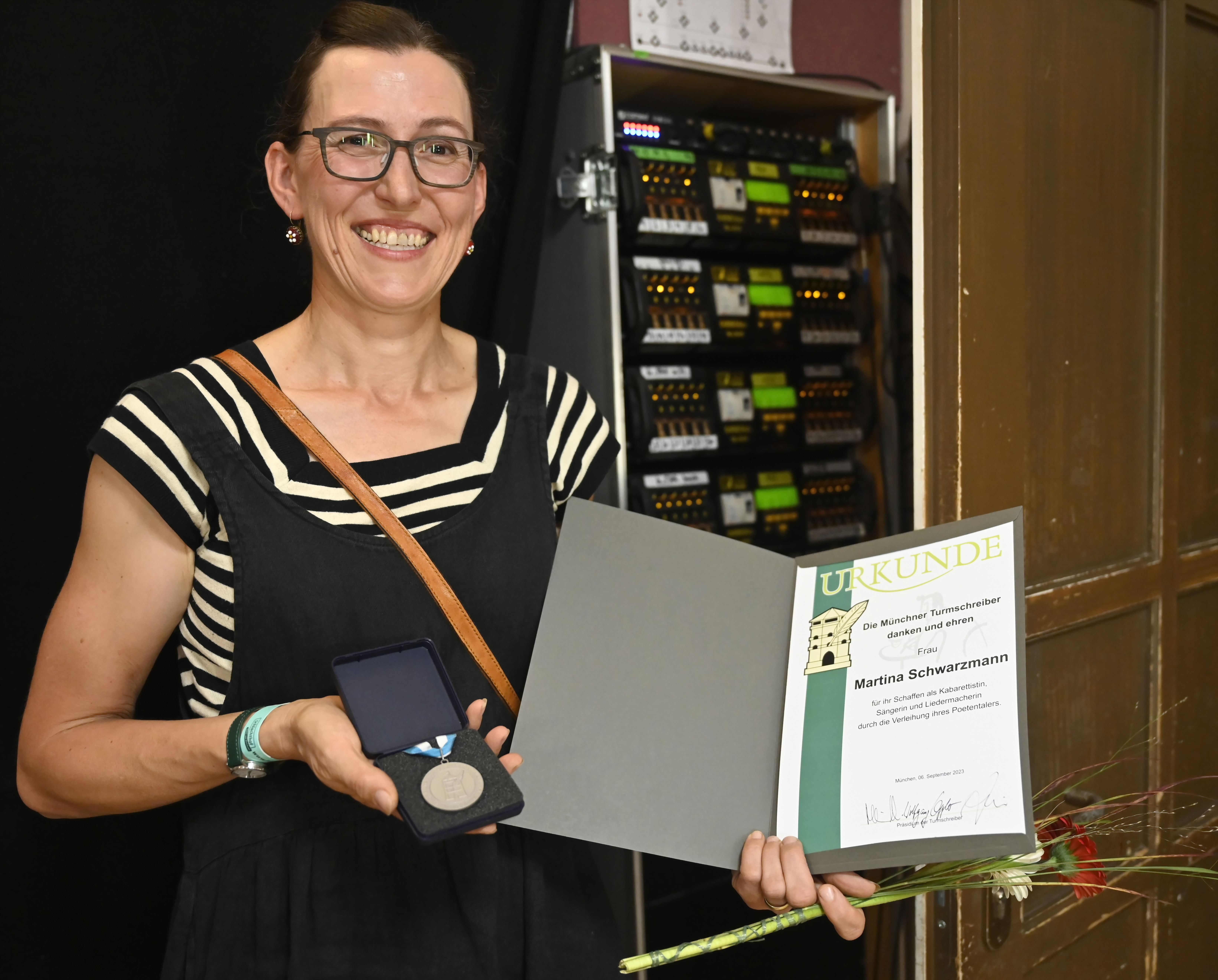
Martina Schwarzmann mit dem Bayerischen Poetentaler (2023)

- 2001: Goldene Weißwurst – Kleinkunstförderpreis des StuStaCulum

- 2002: Bielefelder Kabarettpreis – 1. Platz
- 2003: Obernburger Mühlstein – Publikumspreis
- 2004: 2. Preis Paulaner Solo+
- 2007: Deutscher Kleinkunstpreis – Förderpreis der Stadt Mainz
- 2007: Bayerischer Kabarettpreis – Musikpreis
- 2008: Deutscher Kabarettpreis – Sonderpreis
- 2013: Salzburger Stier[5]
- 2016: Deutscher Kleinkunstpreis – Sparte Chanson/Lied/Musik
- 2017: Bairische Sprachwurzel[6]
- 2018: Kulturpreis Bayern – Sonderpreis[7]
- 2020: Oberbayerischer Kulturpreis[8]
- 2022: Bayerischer Verfassungsorden[9]
- 2023: Bayerischer Poetentaler
- 2025: Ybbser Spaßvogel[10]

## Filmografie (Auswahl)
- 2023 Rehragout-Rendezvous